# Wuzhishan
Wuzhishan Shi (kinesiska: 五指山市, 五指山) är en stad på häradsnivå i Kina. Det ligger i provinsen Hainan, i den södra delen av landet, omkring 160 kilometer sydväst om provinshuvudstaden Haikou. Antalet invånare är 104119. Befolkningen består av 48 409 kvinnor och 55 710 män. Barn under 15 år utgör 19,0 %, vuxna 15-64 år 74 %, och äldre över 65 år 6,0 %.
Genomsnittlig årsnederbörd är 2 305 millimeter. Den regnigaste månaden är juli, med i genomsnitt 380 mm nederbörd, och den torraste är januari, med 15 mm nederbörd.